# Immeuble Tallberg (Luotsikatu)
Pour les articles homonymes, voir Tallberg.
L'immeuble Tallberg (en finnois : Tallbergin talo) est un l'un des bâtiments historiques du quartier de Katajanokka à Helsinki en Finlande.

## Présentation
Le bâtiment de style art nouveau est construit en 1898 sur les plans du cabinet Gesellius-Lindgren-Saarinen.
De sa fenêtre située en face, à l'adresse Luotsikatu 4, le futur écrivain Tove Jansson a pu voir le bâtiment se construire et beaucoup pensent qu'elle s'en est inspirée pour sa maison des Moumines.